# Saint-Sever-du-Moustier
Saint-Sever-du-Moustier ist ein Ort und eine südfranzösische Gemeinde mit 180 Einwohnern (Stand: 1. Januar 2022) im Département Aveyron in der Region Okzitanien (zuvor Midi-Pyrénées). Sie gehört zum Arrondissement Millau und zum Kanton Causses-Rougiers. Die Einwohner werden Saint-Severais genannt.

## Lage
Saint-Sever-du-Moustier liegt etwa 41 Kilometer ostsüdöstlich von Albi im Südwesten der historischen Provinz Rouergue. Umgeben wird Saint-Sever-du-Moustier von den Nachbargemeinden Combret im Nordwesten und Norden, Belmont-sur-Rance im Nordosten, Murasson im Osten und Südosten, Lacaune im Süden, Escroux im Südwesten und Westen sowie Laval-Roquecezière im Westen und Nordwesten.

## Bevölkerungsentwicklung
| Jahr                       | 1962 | 1968 | 1975 | 1982 | 1990 | 1999 | 2006 | 2013 | 2019 |
| Einwohner                  | 508  | 419  | 360  | 282  | 228  | 218  | 226  | 234  | 194  |
| Quellen: Cassini und INSEE |      |      |      |      |      |      |      |      |      |

## Sehenswürdigkeiten

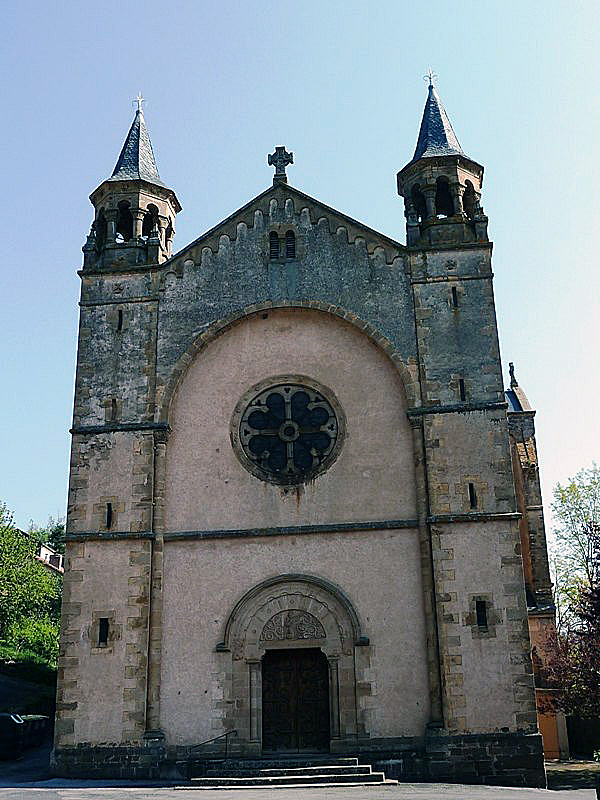
Kirche Saint-Sever
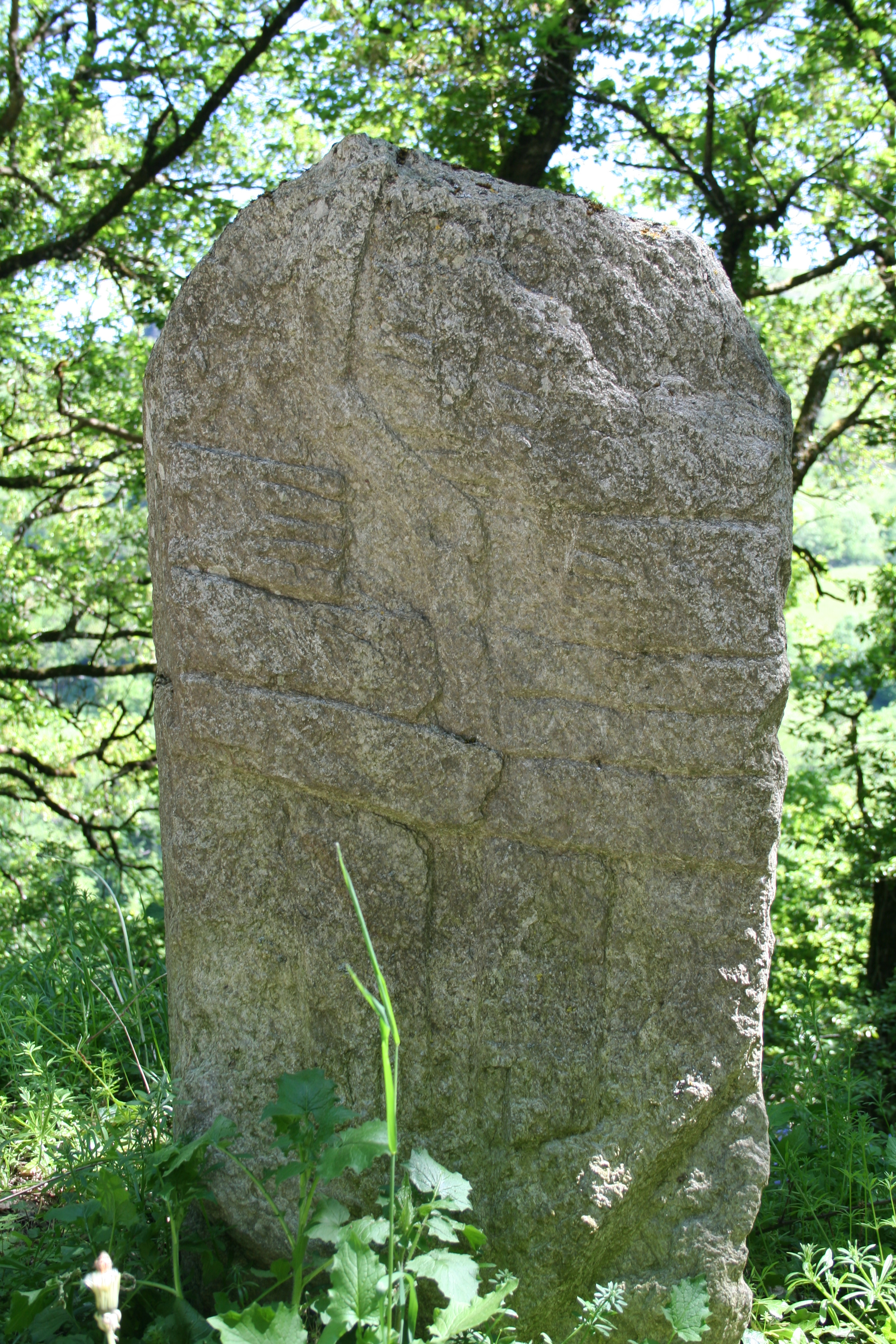
behauener Menhir von Nicoules

- Kirche Saint-Sever
- Behauener Menhir von Nicoules